# Henri Meert
Henri Meert (Schaerbeek, 27 d'agost de 1920 - Anderlecht, 18 de maig de 2006) fou un futbolista belga de les dècades de 1940 i 1950.
Fou 33 cops internacional amb la selecció belga de futbol, entre 1944 i 1957. Pel que fa a clubs, tota la seva carrera defensà els colors de l'RSC Anderlecht amb 343 partits oficials disputats.

## Palmarès
- Lliga belga de futbol:
  - 1947, 1949-1951, 1954, 1955, 1956, 1959